# Dampierre-sous-Brou
Dampierre-sous-Brou je francouzská obec v departementu Eure-et-Loir v regionu Centre-Val de Loire. V roce 2014 zde žilo 493 obyvatel.

## Poloha obce
Sousední obce jsou: Brou, Frazé a Unverre.

## Vývoj počtu obyvatel
Počet obyvatel